# Jan Verkolje
Pour les articles homonymes, voir Verkolje.
Jan Verkolje ou Johannes Verkolje (9 février 1650, Amsterdam - 8 mai 1693, Delft) est un peintre et graveur néerlandais du siècle d'or. Il est connu pour ses peintures de portraits et de scènes de genre.

## Biographie

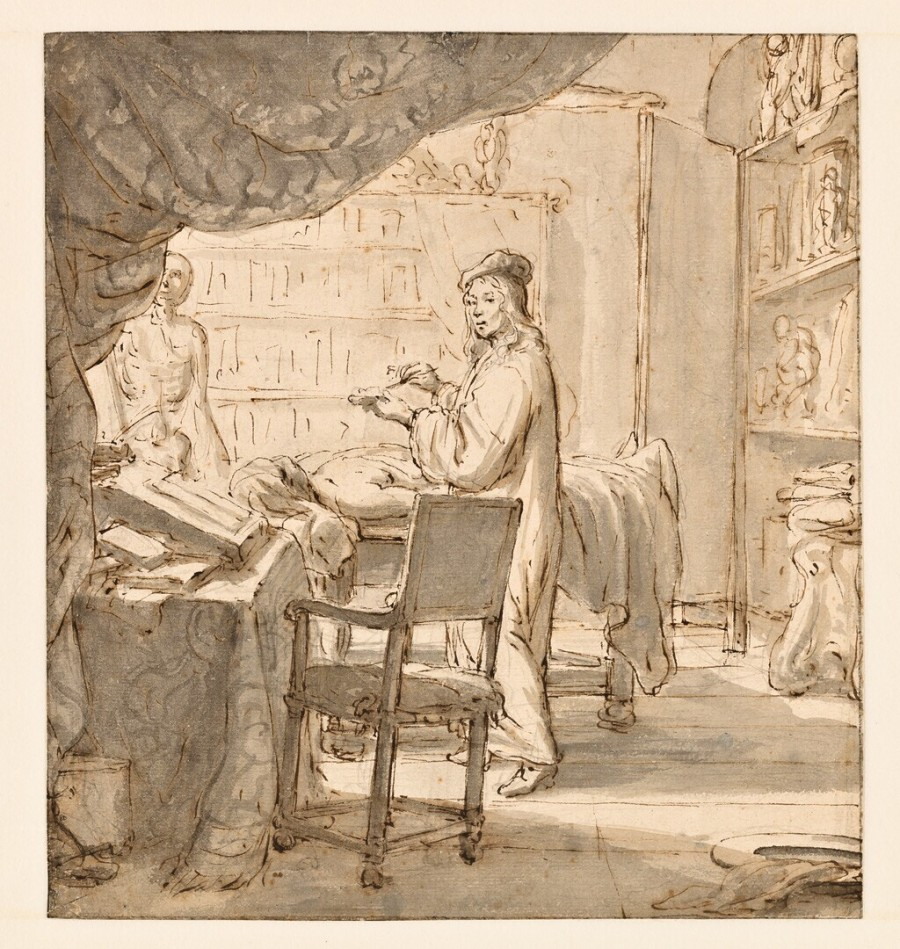
L'anatomiste au travail, Jan Verkolje

Jan Verkolje est né le 9 février à Amsterdam aux Pays-Bas et fut baptisé le 27 février 1650. 
Il est considéré comme un enfant prodige. À la suite d'un accident au talon durant une partie de jeu de fléchettes, il est obligé de demeurer couché pendant une longue période. C'est durant cette période qu'il développe de façon auto-didacte son talent dans la peinture et son inventivité dans les différentes techniques de peinture, en copiant des œuvres de Gerard van Zyl.
Il étudie ensuite la peinture auprès de Jan Andrea Lievens (1644-1680), le fils de Jan Lievens (1607–1674). En 1672, il épouse Judith Voorheul originaire de Delft et s'installe dans cette ville. En 1673, il devient membre de la Guilde de Saint-Luc de Delft. Il a cinq enfants, trois filles et deux fils. Ses deux fils, Nikolaas Verkolje et Jan Verkolje le Jeune sont également peintres. Jan Verkolje est membre de l'Église mennonite. Il a eu de nombreux élèves, Henrik Steenwinkel, Albertus van der Burch, le graveur Jan van der Spriet, Willem Verschuring et le peintre portraitiste Thomas van der Wilt.
Il meurt en 1693 à Delft et est enterré le 8 mai 1693 dans la Vieille Église de Delft

## Œuvres

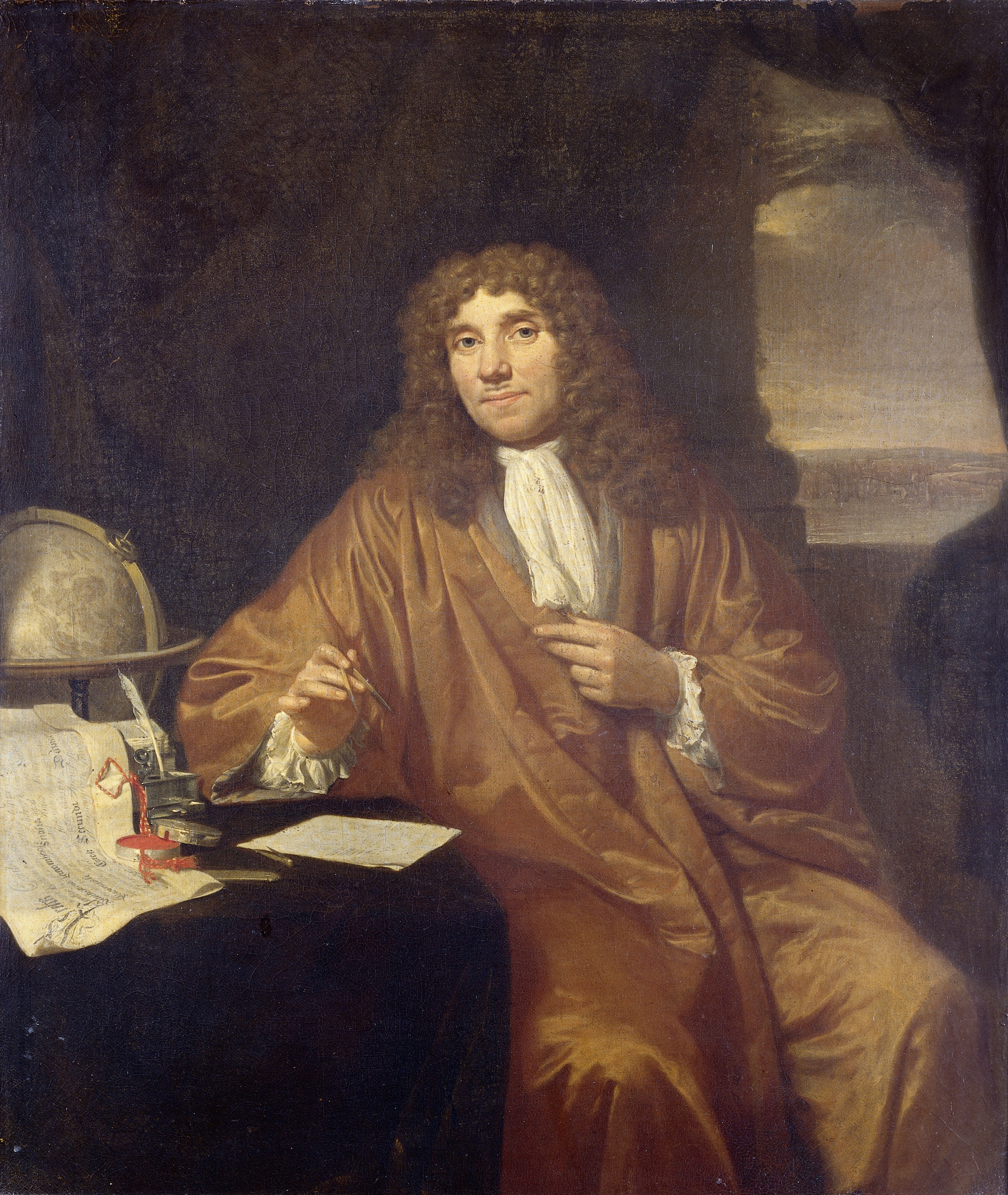
Portrait d'Anthonie van Leeuwenhoek, Jan Verkolje

- Portrait d'Anthonie van Leeuwenhoek[3], Rijksmuseum, Amsterdam
- Portrait de Margaretha Verkolje, épouse de Reinier Couturier[4], Rijksmuseum, Amsterdam
- Le messager [5], Mauritshuis, La Haye
- Scène d'intérieur : femme nourrissant un enfant[6], Louvre, Paris